# Otto I Piękny
Otto I Piękny (ur. ok. 1045 - zm. ok. 1086 r.) – w latach 1061–1086 książę ołomuniecki z dynastii Przemyślidów.
Otto I Piękny był czwartym synem Brzetysława I i Judyty ze Schweinfurtu. Za panowania Spitygniewa II był kuchmistrzem na dworze książęcym. Król Wratysław II nadał mu dzielnicę ołomuniecką. W 1078 r. wraz z żoną założył klasztor Hradisko koło Ołomuńca (w XXI wieku w granicach miasta).
Żoną Ottona I była Eufemia (zm. 2 kwietnia 1111 r.), córka króla węgierskiego Andrzeja I. Z małżeństwa pochodzili synowie Świętopełk i Otto II Czarny oraz córka Bohuslava. Po śmierci męża Eufemia wraz z dziećmi schroniła się na dworze swojego szwagra Konrada I, zaś w Ołomuńcu władzę przejął Wratysław II.

## W kulturze

### Gry wideo
W serii gier wideo Crusader Kings jednym z grywalnych władców jest Ota 'the Handsome' Přemyslid, przedstawiony jako hrabia Ołomuńca.

### Numizmatyka
Otto posiadał prawo bicia własnej monety, denarów na których figurował jako książę ("OTTO DVX"). Wycofano je z obiegu do 1197, choć część z nich przetrwała do czasów współczesnych.